# 歌川町
歌川町（うたがわちょう）は、群馬県高崎市の地名。郵便番号は370-0807。面積は0.07km2(2012年現在)

## 地理
市の中央部、市街地の東に位置している。三角形に近い低平地で、南西端近くを烏川が南流している

## 歴史
明治4年からある地名である。江戸時代は赤坂村の一部だった。

### 年表
- 1900年（明治33年）4月1日 市制施行で高崎町は高崎市となる。

### 地名の由来
藤原定家と藤原家隆がここで和歌を詠みあったという「歌ノ橋の伝説」に由来する。

## 世帯数と人口
2017年（平成29年）11月30日現在の世帯数と人口は以下の通りである。
| 町丁   | 世帯数  | 人口  |
| ------ | ------- | ----- |
| 歌川町 | 118世帯 | 245人 |

## 小・中学校の学区
市立小・中学校に通う場合、学区は以下の通りとなる。
| 番地 | 小学校             | 中学校             |
| ---- | ------------------ | ------------------ |
| 全域 | 高崎市立中央小学校 | 高崎市立第一中学校 |

## 交通

### 鉄道
同町に鉄道駅はない。

### 道路
国道と県道は通っていない。

## 施設
- パークレーン 高崎
- コナミスポーツクラブ 高崎